# Closteromorpha modesta
Closteromorpha modesta är en fjärilsart som beskrevs av Butler 1878. Closteromorpha modesta ingår i släktet Closteromorpha och familjen nattflyn. Inga underarter finns listade i Catalogue of Life.